# مسجد البركة (الخليل)
مسجد البركة هو أحد أقدم المساجد في مدينة الخليل، ويعود تاريخ تأسيسه إلى الفترة العثمانية. يقع المسجد في منطقة البركة وسط البلدة القديمة، ويُعدّ من المعالم الدينية والتاريخية المهمة في الخليل. ينسب اسم المسجد إلى بركة السلطان، والمقصود السلطان عبد الحميد الثاني.

## التاريخ والعمارة
تأسس المسجد خلال العهد العثماني، ويتميز بتصميمه المعماري التقليدي الذي يعكس الطراز الإسلامي العثماني. تُبين الصور التاريخية للمسجد أنه يتمتع ببنية معمارية متينة وزخارف إسلامية تقليدية، يقع في واجهته مدخل رئيسي متسع ذو عقد نصف دائري يؤدي إلى مكان الصلاة، الذي يتخذ شكلًا مستطيلًا وتحيط به جدران سميكة مبنية من الحجر الفلسطيني التقليدي، يحتوي المسجد على محراب بسيط في الجدار القبلي يحدد اتجاه القبلة، ويوجد فيه اقواس نصف الدائرية في المداخل والنوافذ.

## الوضع الحالي
أُغلق المسجد عام 2006 بقرار من سلطات الاحتلال ومنعت الوصول إليه وعلى الرغم من أهمية المسجد التاريخية والدينية إلا أنه يعاني من الإهمال والتدهور في حالته المعمارية، حيث أصبح ملاذاً للأغنام والخارجين عن القانون. حاولت مديرية أوقاف الخليل وبالتعاون مع بلدية الخليل، ومؤسسات رسمية وأهلية، استعادة الحق في ترميم المسجد إلا أن سلطات الاحتلال الإسرائيلي منعتهم بالوصول إليه، كما قاموا المستوطنين بتخريب وحفر المكان.